# K. und k.

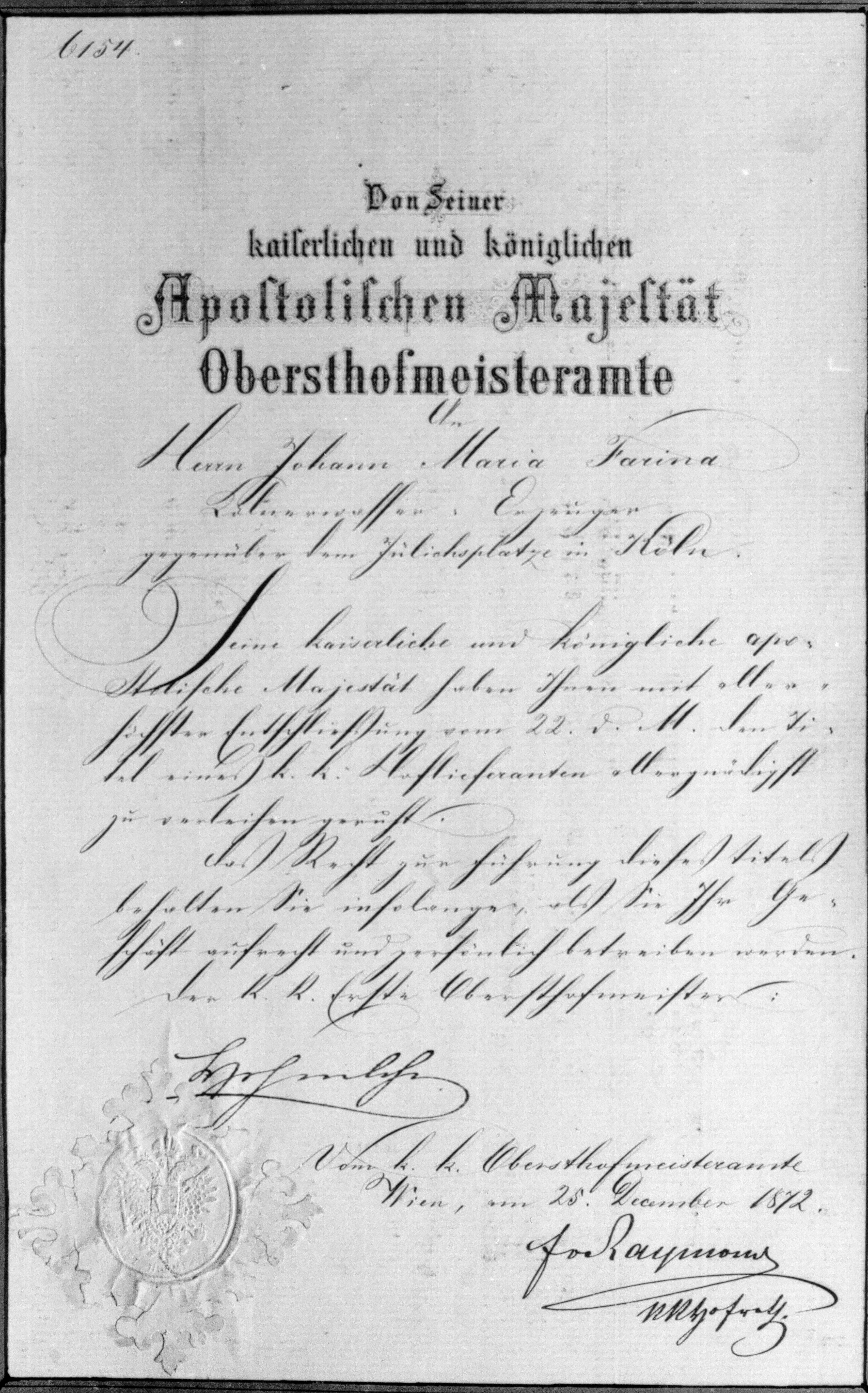
Пример использования аббревиатуры

Карта Австро-Венгрии. Красным обозначена Австрийская империя, зелёным – Венгерское королевство

K. und k. или k. u. k. (нем. kaiserlich und königlich) — сокращение, обозначающее «императорский и королевский», принятое в отношении государственных учреждений Австро-Венгрии после заключения Австро-венгерского соглашения 1867 года и преобразования Австрийской империи в дуалистическую монархию. Обозначало принадлежность императору Австрии (Kaiser) и королю Венгрии (König), которым короновался после заключения соглашения император Франц Иосиф I (ставший для своих венгерских подданных королём Ференцем-Йожефом). В венгерских документах этому обозначению соответствовало cs. és kir., császári és királyi.

## История
Аббревиатура K.K. возникла в 1867 году, когда было заключено Австро-венгерское соглашение, и использовалась до 1918 года, когда Австро-Венгрия распалась. В это время Габсбурги были одновременно императорами Австрии и королями Венгрии. Австро-Венгрия в это время была союзным государством с общими Министерством иностранных дел, Военным и Финансовым министерствами, которые стали использовать в своём наименовании аббревиатуру K.u K.
До 1867 года в монархии Габсбургов использовалось выражение «kaiserlich und königlich» или «kaiserlich-königlich». Эти словосочетания, взаимно дополняя друг друга, использовались в равной степени и не носили в себе смысловых отличий. Габсбурги были суверенами королевств Далмации и Богемии. С августа 1804 года титул «Император» обозначал правителя Австрийской империи, которая по подобию Священной Римской империи объединяла  различные государственные образования. А титул «Король» подчёркивал, что глава  дома Габсбургов занимал трон королевств, входивших в империю.
После австро-венгерского соглашения 1867 года венгры стали настаивать на единственном варианте с использованием союза «und» (и) между словами (kaiserlich und königlich), отвергая  вариант через дефис (kaiserlich-königlich). Этим подчёркивалась автономность Венгерского королевства (königlich при этом относилось бы к Венгрии, а kaiserlich – к австрийской империи). В указе от 17 октября 1889 года было приказано употреблять аббревиатуру «K. u K.»  в сухопутных, морских военных подразделениях и министерствах единой Австро-Венгрии. Этим указом акцентировалось, что аббревиатура «K. u K.» более подчёркивает автономность двух частей Австро-Венгрии. Аббревиатура «K.K.» могла с этого времени относиться только к учреждениям Австрии. В свою очередь аббревиатуры M.K. (magyar királyi) и Kgl. Ung. (königlich ungarisch) относились к Венгерскому королевству.

## Другие использования
В связи с многонациональным населением Австро-Венгрии аббревиатура переводилась на различные языки.
| немецкий язык | чешский язык                    | венгерский язык                   | польский язык                  | словенский язык                    | хорватский язык                 | украинский язык                       |
| ------------- | ------------------------------- | --------------------------------- | ------------------------------ | ---------------------------------- | ------------------------------- | ------------------------------------- |
| k. u. k.      | c. a k. – císařský a královský  | cs. és kir. – császári és királyi | C. i K. – Cesarski i Królewski | c. in kr. – cesarski in kraljevski | c. i. kr. – carski i kraljevski | ц. і кор. — цісарський і королівський |
| k. k.         | c.k. – císařsko-královský       | cs. kir. – császári-királyi       | C. K. – cesarsko-królewski     | c. kr. – cesarsko-kraljevski       | c. kr. – carsko kraljevsko      | ц. кор. — цісарсько-королівський      |
| k. u.         | král. uher. – královský uherský | m. kir. – magyar királyi          | królewski węgierski            |                                    | kr. ug. – kraljevsko ugarsko    | уг. кор. — угорський королівський     |

## Другое
- Широкое употребление аббревиатуры K.K. в официальной документации вызывало у народов (особенно славянских), населявших империю, различные ассоциации и приводило к экспрессивной реакции. Австро-венгерскую империю часто называли «Кук-империей». Неблагозвучная орфоэпия двух букв к (ка-ка) вызывала ассоциацию с человеческим испражнением, что в свою очередь привело к тому, что Австро-Венгрию в насмешку стали называть «Каканией».
- Слово «какания» обыгрывается в романе Роберта Музиля «Человек без свойств».
- K. und k. активно обыгрывается в романе Ярослава Гашека «Похождения бравого солдата Швейка» как проявление патриотической пропаганды, чуждой чехам:

Что там ни говори, а всё же это трофеи. Оно, конечно, на первый взгляд очень подозрительно, особливо когда на лафете ты читаешь «k. u. k. Artillerie-Division». Очевидно, дело обстояло так: орудие попало к русским, и нам пришлось его отбивать, а такие трофеи много ценнее, потому что… Потому что, — вдохновенно воскликнул он, завидев подпоручика Дуба, — ничего нельзя оставлять в руках неприятеля. Это всё равно как с Перемышлем или с тем солдатом, у которого во время боя противник вырвал из рук походную фляжку. Это случилось ещё во времена наполеоновских войн. Ну, солдат ночью отправился во вражеский лагерь и принёс свою флягу обратно. Да ещё заработал на этом, так как ночью у неприятеля выдавали водку.